# 西兴镇 (平昌县)
西兴镇，是中华人民共和国四川省巴中市平昌县下辖的一个乡镇级行政单位。2020年5月，撤销高峰镇，将原高峰镇和白衣镇龙凤村所属行政区域划归西兴镇管辖。

## 行政区划
西兴镇下辖以下地区：
西兴社区、八一村、马鞍村、天堂村、建华村、黄柳村、白龙村、曙光村、五童村、光明村和皇山村。